# Jorge Braz
Jorge Braz de Oliveira (Palma, 13 de julho de 1953) é um bispo da IURD e político brasileiro, filiado ao Republicanos. Em 2018, não foi eleito deputado federal pelo Rio de Janeiro, obteve 58.113 votos totalizados (0,75% dos votos válidos), mas em 26 de janeiro de 2019, ocupou a vaga de suplente pelo fato do falecimento do deputado eleito Wagner Montes que morreu aos 64 anos no Rio de Janeiro, na manhã de 26 de janeiro de 2019, a seis dias de tomar posse do mandato, depois de dois dias de internação para tratamento de uma infecção urinária.